# Strömungsfeld
Das Strömungsfeld ist ein Begriff der Feldtheorie und wird u. a. in der Elektrodynamik und in der Strömungsmechanik (Fluidmechanik) verwendet. Das Strömungsfeld gibt für jeden Punkt im Raum und zu jedem Zeitpunkt eine Geschwindigkeit an (allgemeiner einen Vektor in einem Vektorfeld), mit der physikalische Größen, wie beispielsweise materielle Eigenschaften, Kraftwirkungen und Wechselwirkungen, innerhalb eines räumlichen Gebietes transportiert werden. 

## Allgemeines

### Einteilung der Strömungsfelder
Man unterscheidet
- hinsichtlich der Zeitvariabilität (Strömungsarten[2]):
  - stationäre Strömungsfelder, die ein über die Zeit konstantes Vektorfeld aufweisen, das mithin nur vom Ort abhängt und meist relativ einfach zu modellieren ist, oder
  - instationäre Strömungsfelder, die zeitabhängig sind.
- hinsichtlich der Ortsvariabilität:
  - homogene Strömungsfelder, in denen die Geschwindigkeit (das Vektorfeld) an allen Raumpunkten gleich ist, und
  - inhomogene, d. h. räumlich nicht konstante Strömungsfelder, in denen die Geschwindigkeit (das Vektorfeld) ortsabhängig ist.
- hinsichtlich der Dimensionalität (Strömungsgruppen[2]):
  - Strömungsfelder, die im Wesentlichen eindimensional verlaufen. Sie sind Gegenstand der Stromfadentheorie und Hydraulik.
  - ebene Strömungsfelder, die im Wesentlichen zweidimensional verlaufen, wie Profilströmungen oder Magnetfelder um zylindrische Stabmagnete
  - räumliche Strömungsfelder, die zu ihrer Beschreibung drei und mehr Raumkoordinaten benötigen.
- hinsichtlich der analytischen Eigenschaften (Strömungsklassen[2]):
  - in quellenfreien Strömungsfeldern ist der Fluss in ein Raumgebiet hinein gleich dem austretenden Fluss, Feldlinien sind buchstäblich unendlich oder enden auf dem Rand des Strömungsfelds, und es gibt keine Feldlinien, die im Strömungsfeld beginnen oder enden.
  - rotationsfreie Strömungsfelder können anschaulich als wirbelfrei umschrieben werden; es bedeutet aber nicht dasselbe. Rotationsfreie Strömungsfelder besitzen immer ein Potential, dessen Gradientenfeld das Strömungsfeld ergibt.
  - Strömungsfelder lassen sich (fast alle) nach dem Helmholtz-Theorem als Superposition eines rotationsfreien und eines quellenfreien (divergenzfreien) Feldes darstellen.

### Flüsse und Flussdichten
In einem Strömungsfeld interessiert gelegentlich der Massenstrom, der angibt, wie viel Fluidmasse pro Zeitspanne über eine definierte Fläche tritt (Durchflussmessung). Der Massenstrom ist eine Flussgröße. Allgemein gibt ein Fluss an, wie viel einer physikalischen Größe pro Zeitspanne durch eine Probefläche hindurchfließt. Da an Flüssen in räumlichen Gebieten primär deren Dichten interessieren und Flüsse als meist schwieriger zu handhabende Flächenintegrale beschrieben werden, werden in Strömungsfeldern primär die damit verknüpften Flussdichten betrachtet, also der Fluss pro Flächeninhalt. Je nach konkretem Anwendungsgebiet kann es sich bei Flüssen und ihren Dichten z. B. um elektrische Ladungsträger, Flüssigkeiten, Gase oder magnetische Flüsse handeln.
In homogenen Strömungsfeldern ist die Flussverteilung in einem bestimmten Raumsegment des Strömungsfelds konstant. Nur in diesem Fall ist die Dichte {\displaystyle D} des Feldes gleich dem einfachen Quotienten aus Fluss {\displaystyle F} und Fläche {\displaystyle A}:
{\displaystyle D_{\text{hom}}={\frac {F}{A}}}.
In inhomogenen Strömungsfeldern ist die Flussdichte an jedem Raumpunkt verschieden und der Fluss als Ableitung zu berechnen:
{\displaystyle D_{\text{inhom}}={\frac {dF}{dA}}}
In instationären Strömungsfeldern können sich die Flussverteilungen zeitlich ändern.

### Visualisierung
Strömungsfelder können mit Hilfe von Feldlinien veranschaulicht werden. Die Tangente an die Feldlinien gibt die Richtung des Feldes im jeweiligen Berührungspunkt an und die Dichte der Feldlinien gibt die Stärke des Feldes an. In der Fluidmechanik wird zwischen Strom-, Streich- und Bahnlinien unterschieden, siehe #Strömungsfeld in der Mechanik.

## Strömungsfeld in der Elektrodynamik
In der Elektrodynamik dienen Strömungsfelder unter anderem zur Beschreibung der räumlichen Verteilung von elektrischen Strömen, welche durch die Stromdichte beschrieben wird. Beispielsweise ergibt der Ladungsträgerstrom (Elektronen) in einem elektrischen Leiter (Kabel) eine bestimmte, im Allgemeinen nicht über den Ort konstante Stromdichte (Stromverteilung). Der Strom von Ladungsträgern stellt dabei den elektrischen Strom {\displaystyle I} dar, die damit verknüpfte Dichte ist die elektrische Stromdichte {\displaystyle J}.
Weiterhin stellt eine räumliche Verteilung von elektrischen Ladungen ein Strömungsfeld des elektrischen Flusses dar. Der dabei auftretende Strom entspricht den verteilten elektrischen Ladungen (Raumladungen) {\displaystyle Q}, die damit verknüpfte Flussdichte ist die elektrische Flussdichte {\displaystyle D}.
Ein letztes Beispiel von einem Strömungsfeld in der Elektrodynamik sei der magnetische Fluss {\displaystyle \Phi }  erwähnt. Dieser wird primär durch räumliche verteilte Ströme, Ladungsträgerbewegungen, verursacht. Die damit verknüpfte magnetische Flussdichte {\displaystyle B} wird in Tesla angegeben.

### Quasistatisches Strömungsfeld
Quasistatische Strömungsfelder treten in wechselstromdurchflossenen Leitern oder etwas in Impulsstrommesswiderständen auf, solange Stromverdrängungserscheinungen keine Rolle spielen. Ob ein Strömungsfeld als quasistatisch bezeichnet werden kann oder nicht, hängt von der betrachteten Anordnung und der Änderungsgeschwindigkeit der den Leitungsstrom treibenden veränderlichen Spannung ab. Daher gilt für das quasistatische Strömungsfeld ohne Stromverdrängung das gleiche wie für ein statisches Strömungsfeld.

## Strömungsfeld in der Mechanik
Die Strömungsmechanik behandelt strömende Flüssigkeiten und Gase, deren Strömung durch Druckunterschiede und Schwerkraftwirkung zustande kommen. 
Das strömende Medium besitzt eine Geschwindigkeitsverteilung, die durch das Strömungsfeld charakterisiert wird. 
Ein Strömungsfeld ist dadurch gekennzeichnet, dass jedem Raumpunkt zu jedem Zeitpunkt die Geschwindigkeit des dort strömenden Mediums (Gas- bzw. Flüssigkeitsteilchen) zugeordnet wird. Somit werden in der Strömungsmechanik Massenströme beobachtet.

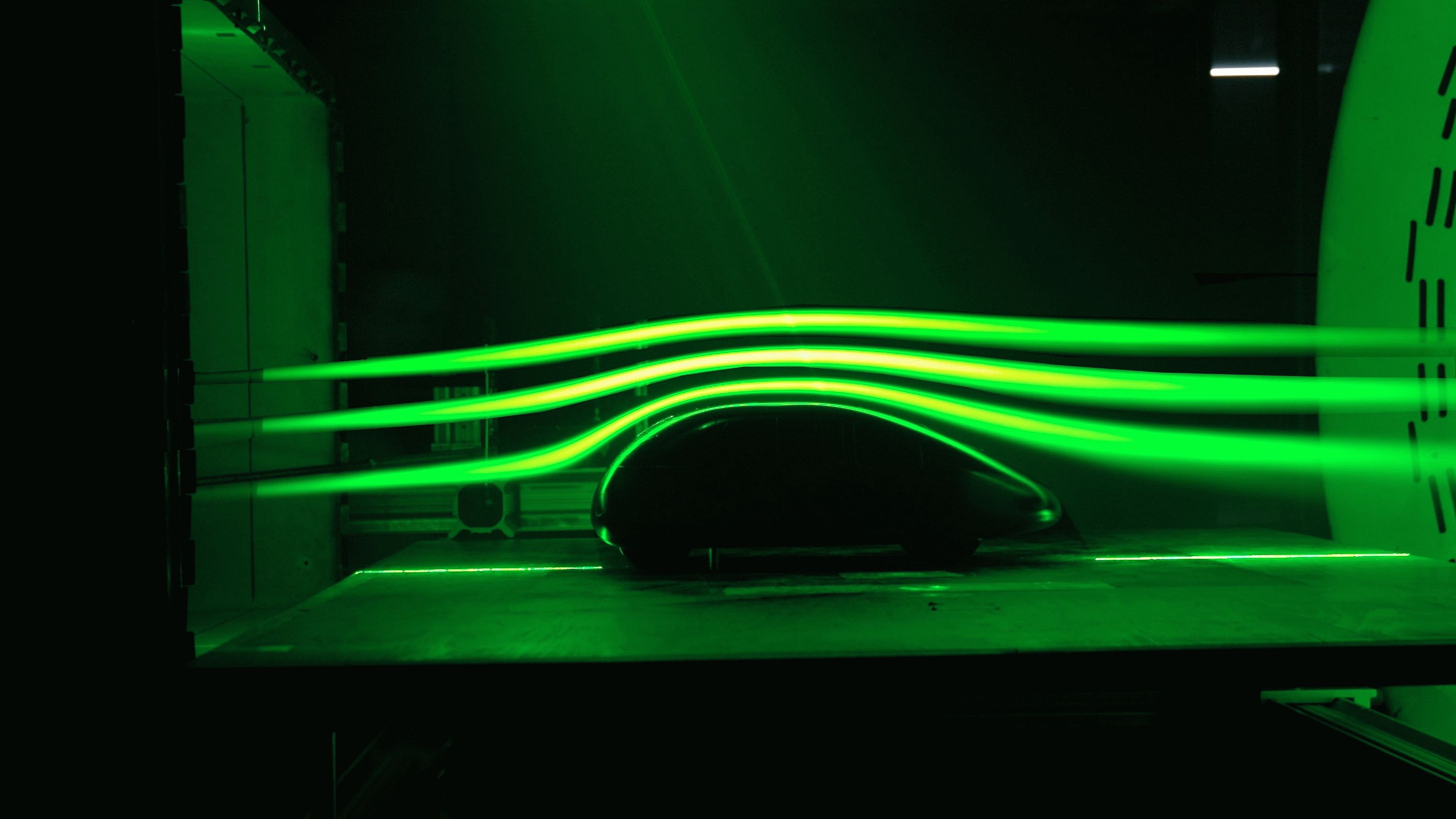
Im Windkanal an einem Modell des Schlörwagens sichtbar gemachte Streichlinien

Ein mechanisches Strömungsfeld kann mit folgenden Feldlinien visualisiert werden:
- Stromlinien tangieren die Geschwindigkeitsvektoren im Strömungsfeld, das zu einem Zeitpunkt „eingefrorenen“ ist. Stromlinien sind die Integralkurven des Strömungsfelds zu einem Zeitpunkt. Der Massenstrom ist zwischen zwei Stromlinien überall gleich, siehe Stromfunktion:[2]
  - Stromlinienverdichtung(-verengung) bedeutet Beschleunigung der Strömung.
  - Stromlinienverdünnung(-auffächerung) bedeutet Verzögerung der Strömung.
  - Stromlinien können nicht geknickt sein und sich nicht schneiden, da an einem Punkt nicht zugleich zwei verschiedene Fluidgeschwindigkeiten möglich sind.
- Streichlinien zeichnen den Pfad mehrerer Partikel nach, die nacheinander an derselben Position eines Strömungsfeldes losgelassen werden, siehe Bild.
- Bahnlinien oder Bahnkurven zeichnen den Pfad eines einzelnen Partikels in einem Strömungsfeld nach.

In einem stationären Strömungsfeld wie im Bild stimmen Strom-, Streich- und Bahnlinien überein.

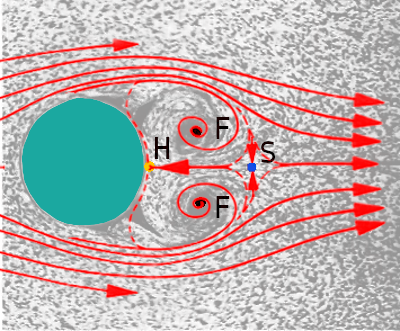
Strömungsfeld (rot, Hintergrund) um einen Zylinder (türkis)

Weitere graphische Darstellungsmöglichkeiten sind:
- Isotachen: Linien gleicher Geschwindigkeit.
- Hodograph: die Menge der Endpunkte der in einer instationären Strömung in einem festen Punkt beobachteten Geschwindigkeitsvektoren.

Die Topologie bietet eine zusätzliche Beschreibungsmöglichkeit, die von Staupunkten im Strömungsfeld (Sattelpunkten, S im Bild mit der Zylinderumströmung) und am Feldrand (Halbsattelpunkten H) sowie Wirbeln (Foki F) gekennzeichnet ist.:49